# Courcelles-lès-Lens
Courcelles-lès-Lens är en kommun i departementet Pas-de-Calais i regionen Hauts-de-France i norra Frankrike. Kommunen ligger i kantonen Leforest som tillhör arrondissementet Lens. År 2022 hade Courcelles-lès-Lens 8 015 invånare.

## Befolkningsutveckling
Antalet invånare i kommunen Courcelles-lès-Lens
| Referens: INSEE |